# Liste der Bodendenkmäler in Stulln
Auf dieser Seite sind die Bodendenkmäler in der Oberpfälzer Gemeinde Stulln zusammengestellt. Diese Tabelle ist eine Teilliste der Liste der Bodendenkmäler in Bayern. Grundlage ist die Bayerische Denkmalliste, die auf Basis des Bayerischen Denkmalschutzgesetzes vom 1. Oktober 1973 erstmals erstellt wurde und seither durch das Bayerische Landesamt für Denkmalpflege geführt wird. Die folgenden Angaben ersetzen nicht die rechtsverbindliche Auskunft der Denkmalschutzbehörde.

## Bodendenkmäler der Gemeinde Stulln

### Bodendenkmäler in der Gemarkung Stulln
| Lage              | Objekt | Akten-Nr.     | Bild |
| ----------------- | --- | ------------- | ---- |
| Stulln (Standort) | Spätpaläolithische und mesolithische Freilandstation, vorgeschichtliche Siedlung. | D-3-6538-0008 |      |
| Stulln (Standort) | Mesolithische Freilandstation, Siedlung des Neolithikums, der Urnenfelderzeit sowie des frühen und hohen Mittelalters.                                                                 | D-3-6538-0009 |      |
| Stulln (Standort) | Mittelalterlicher Burgstall. Siehe auch: Burgstall Stulln | D-3-6538-0014 |      |
| Stulln (Standort) | Mesolithische Freilandstation. | D-3-6538-0024 |      |
| Stulln (Standort) | Archäologische Befunde im Bereich der Katholischen Nebenkirche St. Stephan in Stulln, darunter die Spuren von Vorgängerbauten bzw. älterer Bauphasen. Siehe auch: St. Stephan (Stulln) | D-3-6538-0055 |      |
| Stulln (Standort) | Archäologische Befunde der frühen Neuzeit im Bereich der Katholischen Nebenkirche Hl. Dreifaltigkeit, ehemals Wallfahrtskirche Maria Brünnel und der Kapelle Mariä Himmelfahrt.        | D-3-6539-0157 |      |